# Psevdas
Psevdas (griechisch Ψευδάς) ist ein Ort im Bezirk Larnaka in Zypern. Bei der letzten amtlichen Volkszählung im Jahr 2021 hatte der Ort 1289 Einwohner.

## Lage

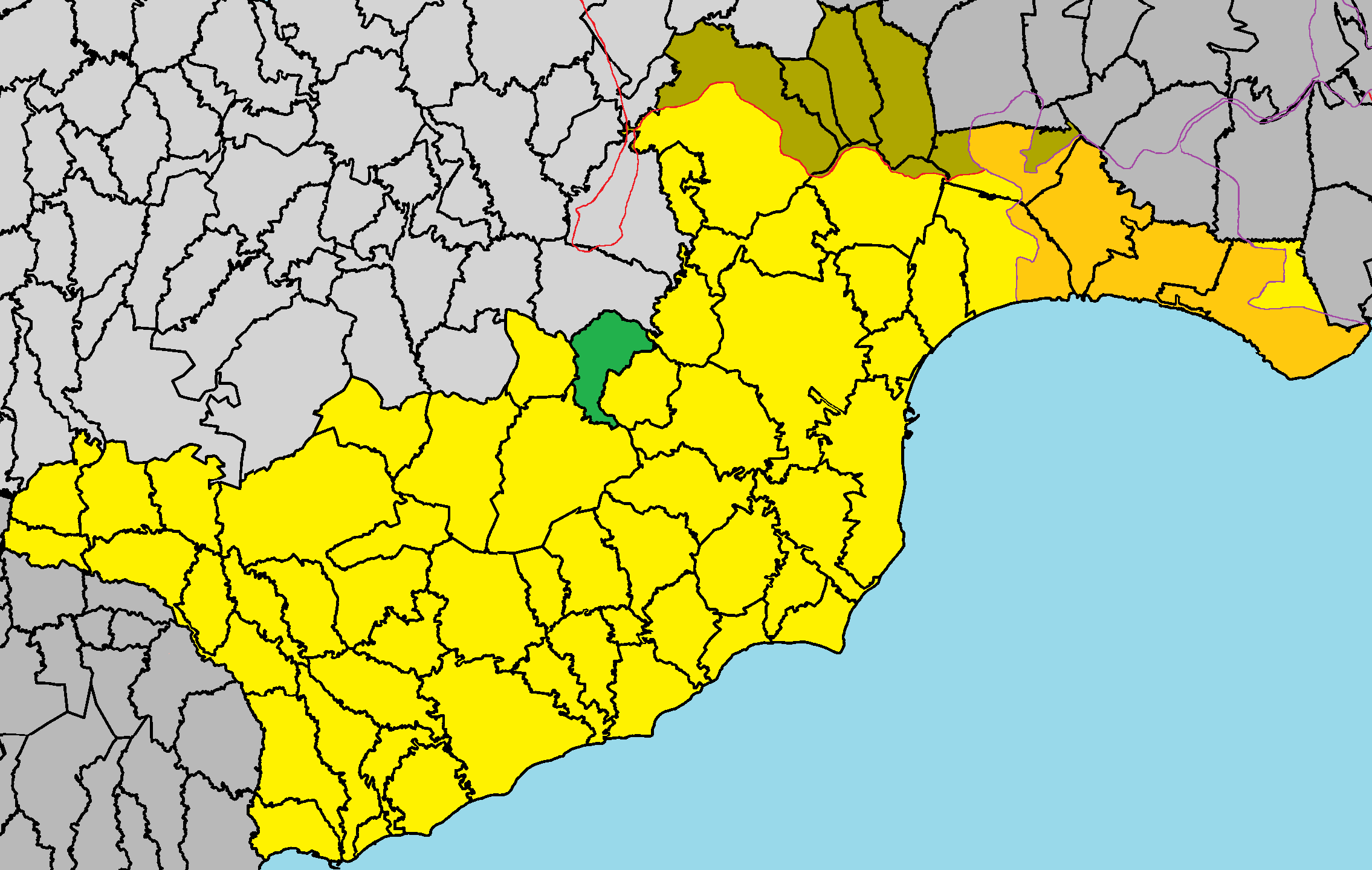
Lage der Gemeinde im Bezirk Larnaka

Psevdas liegt in der östlichen Mitte der Insel Zypern auf 194 Metern Höhe, etwa 25 km südöstlich der Hauptstadt Nikosia, 14 km nordwestlich von Larnaka und 45 km nordöstlich von Limassol.
Der Ort befindet sich etwa 16 km vom Mittelmeer an der Bucht von Larnaka entfernt im Inselinneren östlich des Troodos-Gebirges. Er liegt im Norden des Bezirks Larnaka an der Grenze zum Bezirk Nikosia am Fluss Tremithos. Nordwestlich liegt das Lympia Reservoir, ein Stausee.
Orte in der Umgebung sind Lympia im Norden, der verlassene Ort Goşşi und Agia Anna in direkter Nähe im Osten, Pyrga im Südwesten sowie Mosfiloti im Westen.